# Frank Saul (Fußballspieler)
Frank Lander Saul (* 23. August 1943 in Canvey Island) ist ein ehemaliger englischer Fußballspieler. Als Offensivmann, der im Zentrum und auf dem Flügel eingesetzt werden konnte, war er zunächst Ergänzungsspieler in der Mannschaft von Tottenham Hotspur, die 1961 die englische Meisterschaft gewann. Sein größter Erfolg war der Gewinn des FA Cups 1967, als er im Finale gegen den FC Chelsea ein Tor zum 2:1-Sieg beitrug.

## Sportlicher Werdegang
Saul wuchs auf Canvey Island, an der Mündung der Themse in die Nordsee, auf und begann daheim im Alter von neun Jahren mit dem Fußballspielen. Dabei bekleidete er zunächst die Position des linken Außenläufers, von wo aus er später zu einem Mittelstürmer weiterentwickelt wurde. Sein Trainer war zu dieser Zeit mit Sonny Hesketh ein ehemaliger Spieler von Tottenham Hotspur, der seinem Schützling am dessen 15. Geburtstag ein Vorspielen bei den „Spurs“ ermöglichte. Dieses war erfolgreich und ein Jahr später debütierte Saul in der Reservemannschaft von Tottenham. Dazu bestritt für die englische Jugendauswahl Partien in Österreich, Italien, Deutschland und den Niederlanden.
An seinem 17. Geburtstag unterzeichnete Saul einen Profivertrag und zwei Wochen später debütierte er für die erste Mannschaft in der Partie bei den Bolton Wanderers. Hier hatte er die Aufgabe, den Toptorjäger Bobby Smith zu vertreten und obwohl er ohne eigenes Tor blieb, wurde die Partie mit 2:1 gewonnen. Der „Rotschopf“ hatte mit seinen flinken Bewegungen und einer raschen Auffassungsgabe Erwartungen geweckt und nur drei Tage erfüllte er sie, indem er beim Derby gegen den FC Arsenal (3:2) sein erstes Tor schoss. Letztlich wurde er in der Saison 1960/61, die Tottenham das Double aus englischer Meisterschaft und Pokal einbrachte, sechsmal eingesetzt. Dabei gelangen ihm drei Tore und er blieb dabei ungeschlagen (bei nur einem Remis). Für eine offizielle Titelmedaille war dies jedoch zu wenig. Aus dem Schatten seiner Mitspieler, ob nun im Angriffszentrum oder auf dem Flügel hinter Akteuren wie Terry Medwin oder Cliff Jones, trat er erstmals in der Saison 1964/65, als ihm in 23 Ligaspielen elf Tore gelangen. Zwei Jahre später trug er wesentlich zum Gewinn des FA Cups bei. Hier absolvierte er die letzten vier Runden und erzielte drei Treffer, darunter im Endspiel das Tor zum 2:0 gegen den FC Chelsea (Endstand 2:1). Im Januar 1968 wechselte er dann im Tausch mit Martin Chivers zum Ligakonkurrenten FC Southampton.
Zwei Jahre blieb Saul bei den „Saints“, bevor es für ihn im Mai 1970 eine Spielklasse tiefer zurück nach London zu den Queens Park Rangers ging. Auch hier blieb er knapp zwei Jahre und im März 1972 heuerte er beim ebenfalls zweitklassigen Londoner Rivalen FC Millwall an. Hier stieg er zwar 1975 mit seinen Mannen in die Drittklassigkeit ab, korrigierte dies aber bereits im Jahr darauf – seinem letzten Profijahr – mit dem direkten Wiederaufstieg. Außerhalb des Profifußballs ließ Saul danach seine Karriere in der Isthmian League beim FC Dagenham ausklingen.

## Titel/Auszeichnungen
- Englischer Pokal (1): 1967
- Charity Shield (1): 1967 (geteilt)